# E. Otto Schmidt
Die E. Otto Schmidt Verwaltungs GmbH ist die Muttergesellschaft der Lebkuchen-Schmidt-Gruppe, zu der neben der Lebkuchen-Schmidt GmbH & Co. KG auch die Gottfried Wicklein GmbH & Co. KG gehört. Die Gruppe mit Sitz in Nürnberg ist in der Herstellung und dem Vertrieb von Nürnberger Lebkuchen, Kleingebäck und anderen Süßwaren aktiv.

## Struktur
Die E. Otto Schmidt Verwaltungs GmbH ist die Konzernmutter und höchste Konsolidierungsebene der Gruppe. Ihr untergeordnet sind die operativ tätigen Töchter Lebkuchen-Schmidt GmbH & Co. KG, Gottfried Wicklein GmbH & Co. KG und Georg Goess GmbH & Co. KG, an denen die Holding mit einer Beteiligungsquote von jeweils 60 % die Mehrheit hält.

### Schmidt-Lebkuchen
Etwa 350 Mitarbeiter sind ganzjährig beschäftigt, dazu kommen etwa 800 bis 1000 Saisonbeschäftigte. Die Geschäftsführung oblag bis zu ihrem Tod 2014 Henriette Schmidt-Burkhardt als geschäftsführender Gesellschafterin. Seit dem Tod von Henriette Schmidt-Burkhardt im Jahr 2014 ist der Nürnberger Unternehmer Gerd Schmelzer Geschäftsführer von Lebkuchen-Schmidt. Seit Februar 2019 ist mit Jürgen Brandstetter ein weiterer Geschäftsführer neben Schmelzer tätig. Der Umsatz stieg in den letzten Jahren kontinuierlich an und betrug 2022 rund 114 Millionen Euro. Lebkuchen-Schmidt beschäftigt sich mit der Herstellung und dem Vertrieb von Lebkuchen und anderen Spezialitäten. So wurde 2022 in Zusammenarbeit mit dem Sternekoch Alexander Herrmann eine ganzjährig erhältliche Gebäcklinie aufgelegt. Herrmann fungierte bis 2024 außerdem als Markenbotschafter.

### Gottfried Wicklein GmbH & Co. KG
Siehe Hauptartikel Gottfried Wicklein

## Angebot
Vertrieben wird im Wesentlichen weihnachtliche Saisonware: Lebkuchen, Kleingebäck, Obstweine, Honig und andere Süßwaren, aber auch Feinkostprodukte. Im jährlichen Rhythmus wechselt die Gestaltung der mit der Verzehrware gefüllten Blechtruhen und -dosen. Das Angebot wird von einer kleinen Auswahl ebenfalls wechselnden Spielzeugs, etwa Teddybären, abgerundet. Neben der eigenen Ware werden auch Produkte anderer Hersteller vertrieben, darunter Pralinen, Glühwein und Liköre. Zuletzt brachte Schmidt zudem eine eigene Tee-Linie auf den Markt.

## Geschichte
Das Unternehmen wurde 1926 gegründet; E. Otto Schmidt übernahm von seinem Bruder, einem Kaufmann, einen Posten Lebkuchen aus Insolvenzbeständen eines säumigen Geschäftspartners. E. Otto Schmidt entschloss sich, die Ware im Versandhandel zu vertreiben. Bereits Anfang der 1930er Jahre beschäftigte das Unternehmen über 200 Mitarbeiter und betrieb eine eigene Herstellung. Das heutige Werksgelände ist seit 1955 in Firmenbesitz. Nach dem Tod des Firmengründers erbten die Adoptivsöhne Rudolf und Martin das Unternehmen. Nach beider Tod 1980 und 1983 übernahm Rudolfs Ehefrau Henriette Schmidt-Burkhardt, eigentlich studierte Pädagogin, die Geschäfte. Lebkuchen-Schmidt übernahm im Jahr 1988 die Traditionsfirma Wicklein, die älteste Lebkuchenbäckerei in Nürnberg; Wicklein-Lebkuchen sind als einzige Produkte der Firma im allgemeinen Einzelhandel erhältlich. Heute ist Lebkuchen-Schmidt der größte Lebkuchen-Versandhandel der Welt.
Lebkuchen-Schmidt engagiert sich als Förderer in den Bereichen Sport, Wissenschaft und Kultur. So geht etwa das Nürnberger Klassik Open Air auf eine Initiative Henriette Schmidt-Burkhardts von 2000 zurück und wird seit deren Tod 2014 neben dem Unternehmen auch durch die Rudolf und Henriette Schmidt-Burkhardt Stiftung gefördert.
Zuletzt wurde auch das Thema Nachhaltigkeit verstärkt in den Mittelpunkt des unternehmerischen Handelns gerückt. Beispielsweise ist das Werksgelände Heimat für mehrere Bienenvölker. Außerdem verwendet die Firmengruppe ausschließlich Schokolade aus Fairtrade-Kakaobohnenanbau sowie zu 100 Prozent Strom aus regenerativen Energien.

## Vertriebswege

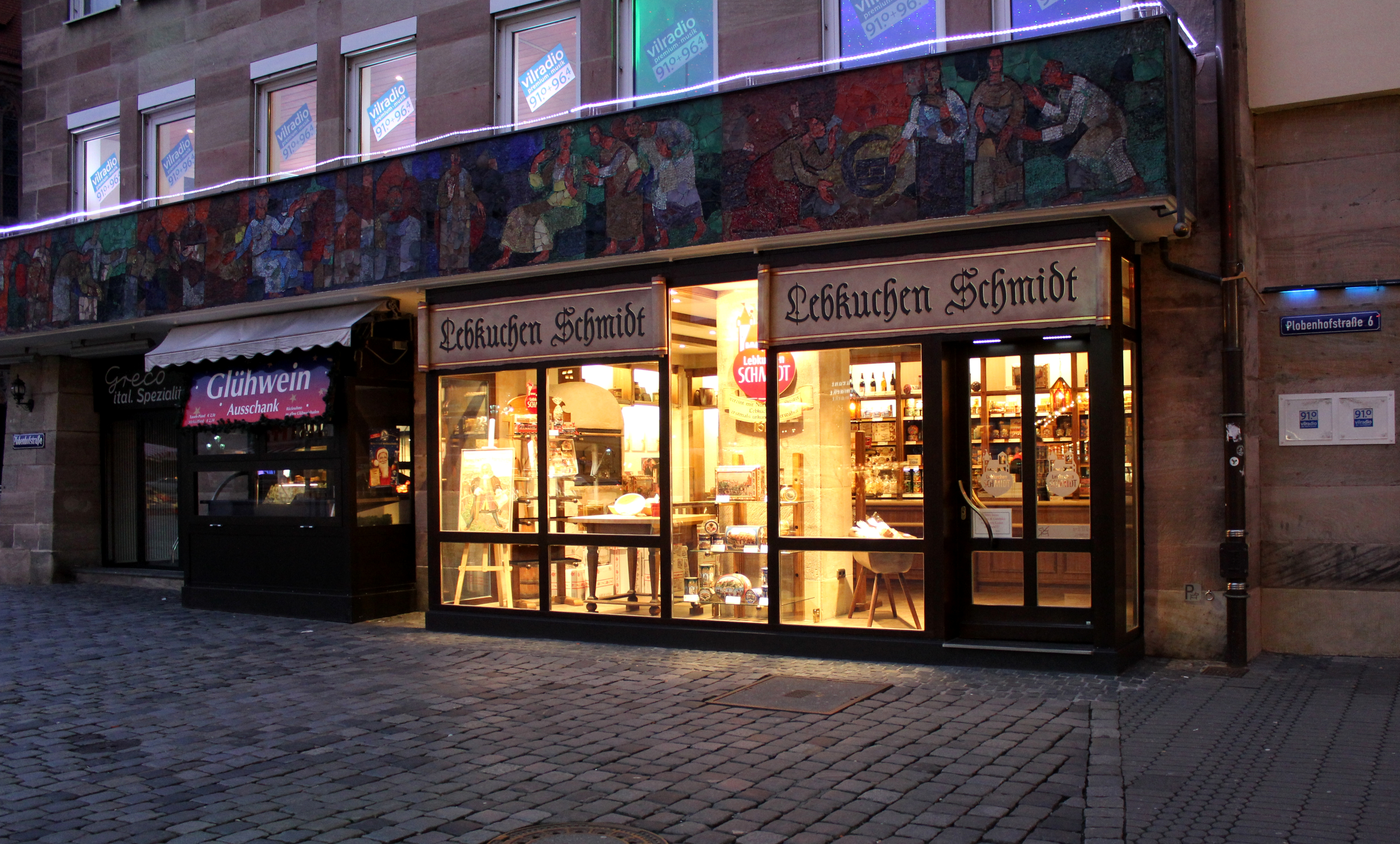
Lebkuchen-Schmidt am Nürnberger Hauptmarkt

Mit Ausnahme der Wicklein-Gebäcke sind die Produkte der Firma nicht im allgemeinen Einzelhandel erhältlich. Neben dem Versandhandel vertreibt Lebkuchen-Schmidt seine Produkte auch über eigene Ladengeschäfte. In der Hauptsaison für das Geschäft mit Weihnachtsgebäck von Anfang Oktober bis Weihnachten sind rund 150 Saisonfilialen in Deutschland geöffnet. Besonders stark vertreten ist Nürnberg mit vier und München mit zehn Filialen. In der Hauptsache werden Ladenflächen genutzt, die im Sommer als Eisdielen dienen; das Verkaufspersonal stellen Saisonkräfte. Vier weitere Läden sind ganzjährig geöffnet: Zwei von ihnen befinden sich in Nürnberg, einer in München und einer in Frankfurt am Main. Letzterer wird als Pilotprojekt für den Verkauf von selbst hergestelltem Eis und Frozen Joghurt betrachtet.